# Валім (гміна)
Гміна Валім (пол. Gmina Walim) — сільська гміна у південно-західній Польщі. Належить до Валбжиського повіту Нижньосілезького воєводства.
Станом на 31 грудня 2011 у гміні проживало 5748 осіб.

## Площа
Згідно з даними за 2007 рік площа гміни становила 78.75 км², у тому числі:
- орні землі: 53.00%
- ліси: 38.00%

Таким чином, площа гміни становить 15.32% площі повіту.

## Населення
Станом на 31 грудня 2011:
| Опис     | Загалом | Загалом | Чоловіки | Чоловіки | Жінки | Жінки |
| -------- | ------- | ------- | -------- | -------- | ----- | ----- |
| одиниця  | осіб    | %       | осіб     | %        | осіб  | %     |
| все      | 5748    | 100     | 2832     | 49.27    | 2916  | 50.73 |
| міське   | 0       | 100     | 0        |          | 0     |       |
| сільське | 5748    | 100     | 2832     | 49.27    | 2916  | 50.73 |

## Сусідні гміни
Гміна Валім межує з такими гмінами: Ґлушиця, Єдліна-Здруй, Нова Руда, Пешице, Свідниця.